# Narcis
Narcis (Narcissus) bedre kendt som Påskelilje er en slægt med cirka 50 arter, der er udbredt i Nordafrika, Mellemøsten og Sydeuropa. Det er flerårige urter med ægformede knolde (løg). Bladene sidder enkeltvis eller danner grundstillede rosetter. De er tykke, linjeformede til tungeformede og flade. Blomsterne sidder enkeltvis eller samlet i endestillede stande på særlige skud. Der er seks gule eller hvide blomsterblade, som ofte danner et rør, der udmunder i en flosset krave. Bægerbladene er farvede. Frugterne er kapsler med mange frø.

## Plantens navn
Navnet er kendt fra 1540'erne og kommer af latin narcissus, som igen kommer af græsk narkissos, et plantenavn knyttet til sagnskikkelsen Narkissos. Plantenavnet gjaldt dog ikke vore dages narcis, men en art iris eller lilje; måske fra et førgræsk ord, der imidlertid forbindes med græsk narke (= stivnen, lammelse, bedøvelse, hvoraf "narkotika" ) som følge af plantens indhold af bedøvende stoffer.

## Arter
Til de mere kendte arter i slægten hører:
- Iberisk narcis (Narcissus cyclamineus).
- Krinolinenarcis (Narcissus bulbocodium).
- Orkidenarcis (Narcissus triandrus).
- Pinselilje (Narcissus poeticus).
- Påskelilje (Narcissus pseudonarcissus).
- Sivnarcis (Narcissus jonquilla).
- Spansk narcis (Narcissus asturiensis).
- Tazet (Narcissus tazetta).

### Andre arter
| - Narcissus abscissus - Narcissus albimarginatus - Narcissus alcaracensis - Narcissus assoanus - Narcissus bicolor - Narcissus blancoi - Narcissus broussonetii - Narcissus calcicarpetanus - Narcissus calcicola - Narcissus canariensis - Narcissus cantabricus - Narcissus cavanillesii - Narcissus corcyrensis - Narcissus cordubensis - Narcissus cuatrecasasii - Narcissus dubius - Narcissus elegans - Narcissus fernandesii - Narcissus gaditanus - Narcissus genesii-lopezii | - Narcissus hedraeanthus - Narcissus hesperidis - Narcissus jacetanus - Narcissus jacquemoudii - Narcissus juncifolius - Narcissus lacticolor - Narcissus lagoi - Narcissus longispathus - Narcissus minor - Narcissus obvallaris - Narcissus pachybolbus - Narcissus palearensis - Narcissus papyraceus - Narcissus parviflorus - Narcissus patulus - Narcissus peroccidentalis - Narcissus primigenius - Narcissus romieuxii - Narcissus rupicola - Narcissus scaberulus | - Narcissus segurensis - Narcissus serotinus - Narcissus tingitanus - Narcissus tortifolius - Narcissus viridiflorus - Narcissus willkommii - Narcissus yepesii |